# Accidente radiológico de Goiânia

El accidente de Goiânia fue un incidente de contaminación radiactiva en el centro de Brasil que ocasionó la muerte a 5 personas e hirió a otras 249 a causa del envenenamiento por radiación. La revista Time identificó este accidente nuclear como uno de los peores de la historia. El 13 de septiembre de 1987, una fuente radiactiva médica en desuso fue sustraída de un hospital abandonado de Goiânia, capital del estado de Goiás. La fuente fue manipulada por varias personas.

## Accidente
El objeto era un pequeño dedal radiactivo que contenía cerca de 93 gramos de cloruro de cesio, insertado en un cilindro de plomo y acero con una ventana de iridio. La fuente giraba libremente, como en una rueda, y cuando quedaba orientada a la abertura irradiaba a través de la ventana.

Un dispositivo de radioterapia con forma de rueda con un colimador para aunar la radiación en un pequeño rayo. La fuente de cloruro de cesio radiactivo es el cuadrado azul y los rayos gamma están representados como el haz que emerge de la ventana de iridio, coloreada de fucsia.

|                                |                                         | TBq         |
| Fuente de Goiânia              | 1971                                    | 74          |
| Fuente de Goiânia              | En el momento del robo (1987)           | 50,9        |
| Fuente de Goiânia              | Tras ser recuperada                     | 44          |
| Fuente de Goiânia              | Liberado durante el período de robo     | 7           |
| Fuente de Goiânia              | Liberado (cantidad a la que ha decaído) | 4,3         |
| Detector de humos convencional | Detector de humos convencional          | 0,000000037 |

La fuente contenía 74 terabecquerelios (TBq) en 1971. El Organismo Internacional de Energía Atómica (OIEA) describe el contenedor —51 milímetros de diámetro y 48 milímetros de largo— como una "cápsula estándar a nivel internacional". La actividad específica del sólido activo era de, aproximadamente, 814 TBq por kg de cesio-137, cuyo período de semidesintegración es de 30 años. La dosis a un metro de la fuente era de 4,56 grays por hora. Mientras se trataba de hallar su número de serie se pensaba que había sido fabricada en el Oak Ridge National Laboratory de Estados Unidos, y que fue usada como fuente de radioterapia en el Hospital de Goiânia.
El documento del OIEA indica que:
- La dosis debida a radiación externa por una contaminación uniforme del suelo debida a 137Cs es {\displaystyle 1,6\times 10^{-12}{\frac {Sv\cdot m^{3}}{Bq\cdot h}}}
- La dosis interna de ingestión es {\displaystyle 1,2\times 10^{-8}{\frac {Sv}{Bq}}}
- La dosis interna de inhalación es {\displaystyle 8,7\times 10^{-9}{\frac {Sv}{Bq}}}

El OIEA establece que la fuente contenía 50,9 TBq (1.375 Ci) de radiactividad cuando fue robada, y unos 44 TBq (1.200 Ci) en el momento de su rescate. Eso significa que se liberaron 7 TBq al entorno, una cifra que debería haber decaído a 4,2 TBq en 2008.

## Secuencia de acontecimientos

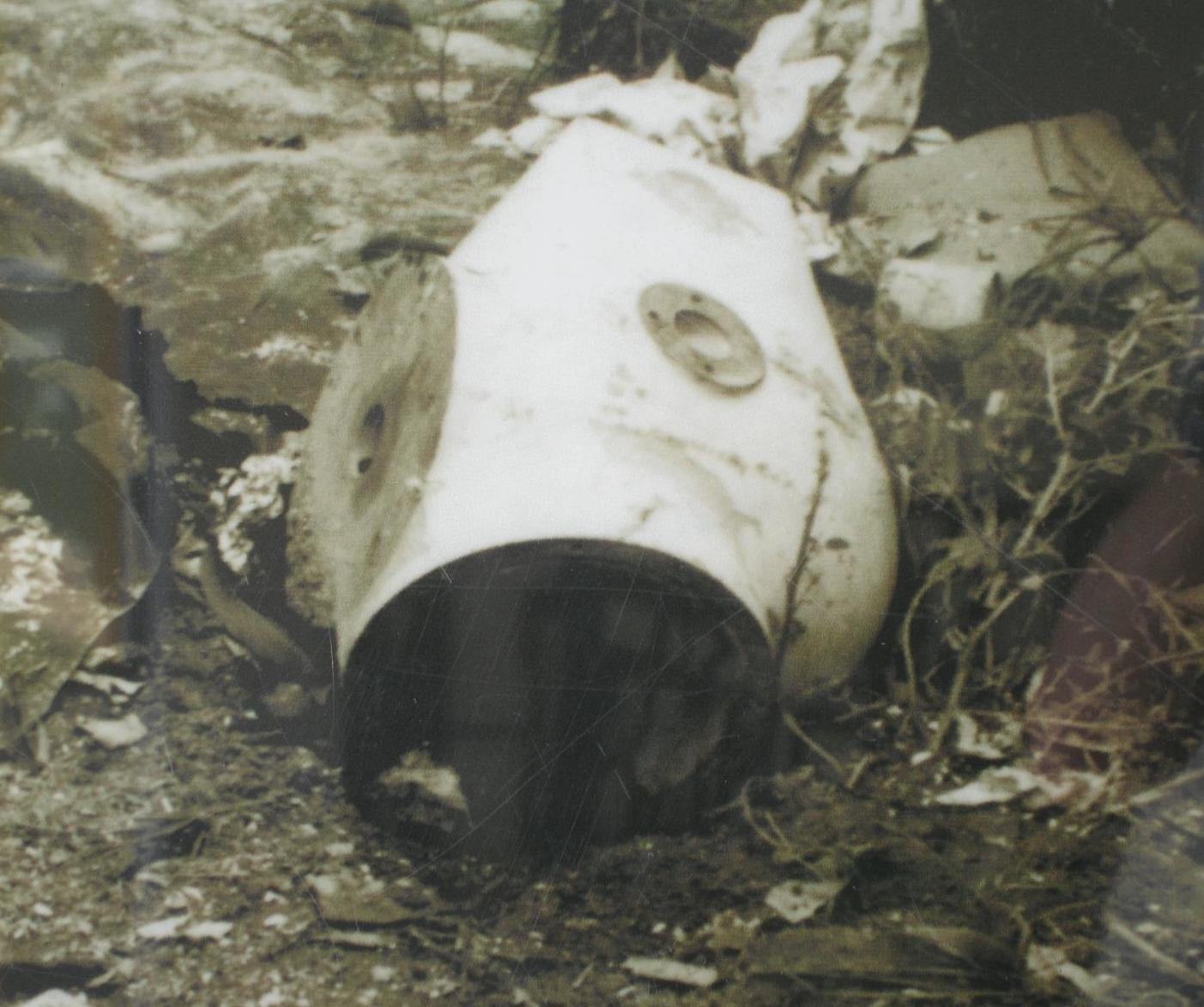
Fotografía de la fuente radiactiva involucrada en el accidente de 1987 en Goiânia, Brasil.

### El hurto de la fuente
El Instituto Goiano de Radioterapia (IGR), una clínica privada localizada a un kilómetro al noroeste de Praça Cívica, fue abandonado en 1985. Una unidad de teleterapia, con cesio-137 en su interior, fue abandonada en el inmueble. A lo largo de los años siguientes, muchas personas sin hogar y chatarreros entraron en el edificio. El 13 de septiembre de 1987, dos hombres, — Roberto dos Santos Alves y Wagner Mota Pereira — encontraron el aparato de teleterapia y lo llevaron en carretilla a la casa de dos Santos Alves, a unos 600 metros del hospital abandonado. Allí desmantelaron el equipamiento, extrayendo la cápsula de cesio de su carcasa de protección. La radiación gamma emitida por la ventana de iridio de la cápsula provocó náuseas a los dos hombres tras un par de días, pero pensaron que se debía a algo que habían ingerido. La exposición ocasionó quemaduras por radiación en sus cuerpos, y uno de ellos tuvo que someterse posteriormente a la amputación de un brazo.

### Rotura de la fuente
Los dos hombres intentaron abrir la cápsula, pero no lo consiguieron. Pocos días después, sin embargo, uno de ellos rompió la ventana de iridio, lo que le permitió observar que el cloruro de cesio emitía una profunda luz azul. A pesar de intentar extraerlo, finalmente acabó rindiéndose.
La razón de la emisión de la luz no era conocida en el momento en que el OIEA emitió el reporte. La luz podría deberse a fluorescencia o a radiación de Cherenkov, asociada a la absorción de humedad por parte de la fuente. Una luz similar fue observada en 1988 en el Oak Ridge National Laboratory durante la desencapsulación de una fuente de cesio-137.

### Venta y desmantelamiento de la fuente
El 18 de septiembre Roberto dos Santos Alves y Wagner Mota Pereira vendieron las piezas a una chatarrería cercana. Esa noche, Devair Alves Ferreira, propietario de la chatarrería, estaba en el garaje y vio el resplandor azul de la cápsula de cesio. En los días siguientes invitó a amigos y familiares a ver la sustancia luminosa. Ferreira intentó hacer un anillo para su esposa, Gabriela Maria Ferreira, con dicho material.
Muchas personas que visitaron la chatarrería y el hogar de Alves Ferreira entraron en contacto con el polvo, resultando contaminadas y desperdigándolo por la ciudad. Ivo, hermano de Devair Alves Ferreira usó el polvo para pintarse una cruz azul resplandeciente en el abdomen. También contaminó los animales de su granja, muchos de los cuales murieron. Un amigo de Alves Ferreira abrió a martillazos la cobertura de plomo del dedal, y el 25 de septiembre el propio chatarrero vendió los desechos metálicos a otro desguace, cuyo propietario sobrevivió al incidente.
Ivo Alves Ferreira extrajo el polvo de la fuente, a pocos metros de su casa, y lo esparció por el suelo. Su hija Leide das Neves Ferreira, de seis años, estuvo posteriormente comiendo sentada en el suelo, con lo que absorbió parte del material radiactivo (un gigabecquerelio, suponiendo una dosis de 6 Gy). Leide estaba tan fascinada con el resplandor azul del suelo que se lo untó en su cuerpo y se lo mostró a su madre.

### Alerta a las autoridades
Gabriela Maria Ferreira fue la primera que se dio cuenta de la relación entre la presencia del material y la enfermedad de varias personas de su entorno. El 28 de septiembre, dos semanas después del robo de la fuente, Gabriela fue en autobús con uno de los empleados de la chatarrería a un hospital, transportando la fuente en una bolsa plástica. Allí, el médico Paulo Roberto Monteiro sospechó que la fuente era peligrosa, y la mantuvo alejada de sí mismo y de otras personas. Gabriela falleció el 23 de octubre.
La maqueta-modelo del autobús fue recreado, y se estimó la peor posibilidad de irradiación para un pasajero durante los 15 minutos que duró el trayecto, lo que se tradujo en un cálculo de unos 0,3 Sv en las piernas, una dosis lo suficientemente baja como para no ocasionar el síndrome de irradiación aguda. En el caso hipotético de que el pasajero estuviera separado 2,7 metros de la fuente, la dosis habría bajado a 0,04 Sv. Con estas estimaciones, y a pesar de que las dosis eran superiores a las recomendadas por las autoridades sanitarias, difícilmente habrían ocasionado daños futuros.

### Detección de la fuente radiactiva
En la mañana del 29 de septiembre le pidieron al físico Walter Mendes Ferreira que examinara el objeto. Unos 80 metros antes de llegar al edificio, notó que el detector de radiación que portaba comenzó a comportarse de forma errática; consiguió otro detector y pasó lo mismo, entonces concluyó que estaba cerca de una fuente de radiación muy alta. Afortunadamente logró detener a un bombero que se disponía a tirar el objeto al río. Luego de confirmar la presencia de radiación en el hospital y en el depósito de chatarra, avisó a las autoridades.

### Responsabilidades
Debido a los fallecimientos, a los tres médicos que fueron encargados de mantener y operar el aparato de radioterapia se les atribuyeron cargos por homicidio por negligencia. El argumento esgrimido fue la enorme negligencia de los ex-responsables, que dejaron abandonado un aparato potencialmente peligroso. El accidente demostró la importancia de que las autoridades públicas procedan a inventariar y monitorizar cualquier fuente importante de radiación.
En el año 2000, una sentencia de la octava corte federal del Estado de Goiás ordenó a la Comisión Nacional de Energía Nuclear de Brasil a compensar a las víctimas con 1,3 millones de reales (unos 560 000 €), así como garantizarles tratamiento médico y psicológico, incluyendo también a sus descendientes de segunda y tercera generación.
Dado que el accidente ocurrió antes de la promulgación de la Constitución Federal de 1988, y como el aparato de radioterapia había sido adquirido por el IGR y no por los médicos, estos no pudieron ser declarados responsables. Sin embargo, uno de los médicos debió pagar 100 000 reales (unos 43 000 €) para sufragar el acondicionamiento de las instalaciones abandonadas. Por su parte, los chatarreros no fueron acusados en ningún momento.

### Descontaminación
Para descontaminar jardines y zonas terrosas afectadas por el cesio tuvo que retirarse una capa de unos dos centímetros de tierra en numerosas zonas, así como proceder a la demolición de varias casas. Todos los objetos que pudieron entrar en contacto con la sustancia fueron confiscados y estudiados minuciosamente, guardándose en bolsas de plástico aquellos que estuvieran libres de radiactividad, y procediéndose a la descontaminación de los otros, o bien procediendo a su destrucción controlada, basándose en la relación entre el valor residual del objeto y el coste de su descontaminación.
El OIEA, sin embargo, reconoció que para reducir el impacto psicológico, deberían invertirse todos los esfuerzos posibles en descontaminar los objetos personales, sobre todo joyas, fotografías y otros enseres de alto contenido sentimental. Sin embargo, se desconoce en qué grado se siguió esta recomendación.
Después de desalojar las viviendas, el polvo fue recogido con aspiradoras especiales, y se revisó el sistema de cañerías en busca de restos radiactivos. Se arrancó la pintura de las paredes, el suelo fue tratado con una mezcla de ácido y azul de Prusia. Los residuos de la limpieza fueron almacenados lejos de la ciudad. El azul de Prusia también fue usado para descontaminar el organismo de los afectados, y su orina fue tratada para compactar los residuos y evitar su vertido accidental a las aguas de alcantarilla.
En arcilla, cemento, suelos y techos, se usó  alumbre de potasio disuelto en ácido clorhídrico debido a la gran afinidad que el cesio tiene con los productos arcillosos. Por su parte, las superficies engrasadas o enceradas fueron tratadas con disolventes orgánicos antes de aplicar la mezcla anterior, mientras que en suelos sintéticos y electrodomésticos el hidróxido de sodio fue utilizado como tratamiento previo.

## Afectados

### Fallecimientos
- Devair Alves Ferreira, de 36 años, (7,0 Gy, 700 REM), murió 7 años después del accidente. Recibió más dosis que ningún otro individuo, pero en un mayor lapso. Su muerte más que por el daño físico, fue por su inestabilidad emocional, precisamente por depresión sobre los acontecimientos ocurridos. Terminaría falleciendo en 1994.
- Leide das Neves Ferreira, de 6 años (6 Gy, 600 REM), era la hija de Ivo Ferreira. Inicialmente, cuando un equipo de salvamento procedió a su tratamiento, fue aislada en una habitación especial porque el personal del hospital tenía miedo de entrar en contacto con ella. Entre los síntomas se registraron hinchazón, caída del pelo, hemorragias internas y daños en pulmones y riñones. Murió el 23 de octubre de 1987 y fue enterrada en un ataúd de plomo, sepultado por cemento.[3]
- Gabriela Maria Ferreira, de 38 años (5,7 Gy, 550 REM), esposa del chatarrero Devair Ferreira, cayó enferma tres días después de entrar en contacto con la sustancia. Su estado empeoró y registró hemorragias internas, especialmente en las extremidades, ojos y tracto digestivo, así como caída del cabello. Murió el 23 de octubre de 1987.[3]
- Israel Baptista dos Santos, de 22 años (4,5 Gy, 450 REM) era un empleado de tecnicor, que trabajó con la fuente radiactiva para extraer el plomo. Desarrolló serias complicaciones respiratorias y linfáticas. Fue ingresado el 21 de octubre de 1987 y murió seis días después.
- Admilson Alves de Souza, de 18 años (5,3 Gy, 500 REM) también era un empleado de tecnicor, y también trabajó con la fuente radiactiva. Sufrió daños pulmonares y hemorragias internas, y falleció el 28 de octubre de 1987.

### Supervivientes
- Wagner Mota Pereira, 19 años, fue al hospital unos once días después de la irradiación y estuvo ingresado unos cuatro días. Fue tratado por daños en la piel.
- Maria Gabriela Abreu, 57 años, (4,3 Gy, 430 REM) era la madre de Gabriela Maria Ferreira. Estuvo expuesta al material, el cual portó, consciente o inconscientemente, a su casa. Ingirió unos 10 MBq (270  μCi), resultando gravemente herida, aunque acabó sobreviviendo.
- Geraldo Guilherme da Silva, 21 años, (3,0 Gy, 300 REM) era el empleado que acompañó a Gabriela en el autobús con la fuente.
- Ernesto Fabiano (4.5 Gy, 450 REM) era el amigo de Devair que abrió la protección a martillazos. Se llevó algunos fragmentos de la fuente a su casa, y tuvo que ser hospitalizado por envenenamiento por radiación.
- Edson Fabiano, 42 años, (5,3 Gy, 530 REM) era el hermano de Ernesto. Fue hospitalizado por envenenamiento por radiación.
- Roberto dos Santos Alves, 22 años, (6,0 Gy, 600 REM), un mes después de la exposición perdió su brazo derecho.
- Ivo Alves Ferreira, 40 años, era el padre de Leide das Neves Ferreira.
- Kardec Sebastião dos Santos, 30 años, transportó algunas de las piezas al desguace de Devair.

Muchas otras personas sobrevivieron a pesar de haber recibido altas dosis de radiación, posiblemente porque la dosis fue recibida de forma muy fraccionada, lo que pudo ayudar a que el cuerpo activara mecanismos de prevención de daños por radiación. La dosis recibida por los 46 afectados que presentaron más contaminación se resume en el gráfico siguiente.
Además, otras 112.000 personas fueron examinadas, encontrándose materiales radiactivos en el interior de 244 personas, de las cuales 129 fueron tratadas por contaminación por radiación. La mayoría de los afectados sufrieron dosis bajas (< 50 mSv, menos de un 0,25% de posibilidades de desarrollar cáncer por este motivo).

## Legado

### Representaciones en los medios
Roberto Pires realizó una película en 1990 Césio 137 - O Pesadelo de Goiânia ("Cesio-137 - La pesadilla de Goiânia"), una dramatización del incidente. Ganó varios premios en el Festival de Cine de Brasilia de 1990.
Un episodio de 1992 de Captain Planet and the Planeteers muestra una versión algo vaga de este evento en el episodio "A Deadly Glow", aunque con un final más feliz para todos los involucrados, y culpando a un eco-villano de la contaminación de la ciudad. Sin embargo, sí presentaba el cesio-137 como contaminante radiactivo, así como retrataba a dos niños pequeños jugando con él sin darse cuenta de manera similar a Leide das Neves Ferreira, quien, a diferencia de los niños de la caricatura, recibió una dosis fatal.
El dúo de música popular uruguayo integrado por Eduardo Larbanois & Mario Carrero realizó un tema llamado "Goiania" relatando el accidente radiológico, dicho tema está incluido en el Álbum "Identidades" de 1996, editado por ORFEO/EMI.
En el libro de cuentos de Liliana Colanzi, Ustedes brillan en lo oscuro, el cuento epónimo es un relato ficticio del accidente.
En su álbum Amor y control de 1992, Ruben Blades dedicó la canción “El Cilindro” a la tragedia de Goiania. 

### Fundación
El gobierno del estado de Goiás estableció la Fundação Leide das Neves Ferreira en febrero de 1988, tanto para estudiar el alcance de la contaminación de la población como resultado del incidente como para prestar ayuda a los afectados.